# Liste der Autorenbeteiligungen und Produktionen von Alexander Zuckowski
Dies ist eine Übersicht über die Kompositionen und Produktionen des deutschen Musikers, Komponisten und Produzenten Alexander Zuckowski und seiner Pseudonyme wie Ali Zuckowski. Zu berücksichtigen ist, dass Hitmedleys, Remixe, Liveaufnahmen oder Neuaufnahmen des gleichen Interpreten nicht aufgeführt werden.

## #
| Jahr | Titel            | Interpret                                                  | Funktion |
| ---- | ---------------- | ---------------------------------------------------------- | -------- |
| 2020 | 7 Stunden        | Lea feat. Capital Bra                                      | Co-Autor |
| 2009 | 15 Minutes Older | Sasha                                                      | Co-Autor |
| 2016 | 80 Millionen     | Max Giesinger                                              | Co-Autor |
| 2017 | 80 Millionen     | SpongeBob Schwammkopf (Liedtitel: So wie ein eigener Sohn) | Co-Autor |
| 2020 | 80 Millionen     | MoTrip                                                     | Co-Autor |
| 2019 | 110 (Prolog)     | Lea                                                        | Co-Autor |

## A
| Jahr | Titel               | Interpret                   | Funktion               |
| ---- | ------------------- | --------------------------- | ---------------------- |
| 2022 | A contracorriente   | David Bisbal & Álvaro Soler | Co-Autor               |
| 2014 | A Girl Like You     | Sasha                       | Co-Autor               |
| 2005 | A Night to Remember | Patrick Nuo                 | Co-Autor, Co-Produzent |
| 2015 | Agosto              | Álvaro Soler                | Co-Autor               |
| 2017 | Adieu               | Helene Fischer              | Co-Produzent           |
| 2017 | Alles leuchtet      | Joy Denalane                | Co-Autor               |
| 2005 | Amazing             | Patrick Nuo                 | Co-Autor               |
| 2016 | Animal              | Álvaro Soler                | Co-Autor, Co-Produzent |
| 2013 | Auf und davon       | Christina Stürmer           | Co-Autor               |
| 2020 | Augen zu            | Elif feat. Samra            | Co-Autor               |

## B
| Jahr | Titel               | Interpret       | Funktion               |
| ---- | ------------------- | --------------- | ---------------------- |
| 2004 | Baby You’re the One | Zoom            | Co-Autor               |
| 2005 | Beautiful           | Patrick Nuo     | Co-Autor, Co-Produzent |
| 2008 | Besser als Liebe    | Neil Hickethier | Co-Autor               |
| 2008 | Bring Me on the Sun | Max Mutzke      | Co-Autor               |
| 2011 | Brittpop            | Ina Müller      | Co-Autor               |

## C
| Jahr | Titel                  | Interpret    | Funktion               |
| ---- | ---------------------- | ------------ | ---------------------- |
| 2014 | Can’t Quite Loving You | Sasha        | Co-Autor               |
| 2007 | Coming Home            | Sasha        | Co-Autor, Co-Produzent |
| 2015 | Cuando volverás        | Álvaro Soler | Co-Autor               |

## D
| Jahr | Titel                               | Interpret       | Funktion               |
| ---- | ----------------------------------- | --------------- | ---------------------- |
| 2020 | Das Leben (Du warst schon immer so) | Lea             | Co-Autor               |
| 2015 | Das Leben ist schön                 | Sarah Connor    | Co-Autor, Co-Produzent |
| 2015 | Das Leben ist schön                 | Gregor Meyle    | Co-Autor               |
| 2015 | Déjà-vu                             | Bjørn Landberg  | Co-Autor               |
| 2011 | Die Nummer                          | Ina Müller      | Co-Autor               |
| 2016 | Die schnellste Maus von Mexiko      | Álvaro Soler    | Co-Produzent           |
| 2012 | Dirty Little Secret                 | The Sinderellas | Co-Autor               |
| 2008 | Drücke die 1                        | Annett Louisan  | Co-Autor               |
| 2014 | Du bist mein Sommer                 | Roger Cicero    | Co-Autor               |
| 2016 | Durch die schweren Zeiten           | Udo Lindenberg  | Co-Autor               |

## E
| Jahr | Titel                 | Interpret                                                                        | Funktion |
| ---- | --------------------- | -------------------------------------------------------------------------------- | -------- |
| 2003 | Echoes from the Heart | Patrick Nuo                                                                      | Co-Autor |
| 2002 | Egal wohin            | Marlon                                                                           | Co-Autor |
| 2009 | Everybody’s Fool      | Sasha                                                                            | Co-Autor |
| 2015 | El camino             | Álvaro Soler                                                                     | Co-Autor |
| 2015 | El mismo sol          | Álvaro Soler                                                                     | Co-Autor |
| 2016 | El mismo sol          | Álvaro Soler feat. Jennifer Lopez (Liedtitel: El mismo sol (Under the Same Sun)) | Co-Autor |
| 2017 | El mismo sol          | SpongeBob Schwammkopf (Liedtitel: Patrick ist so toll)                           | Co-Autor |
| 2017 | El mismo sol          | Luc Steeno (Liedtitel: Onder de zon)                                             | Co-Autor |
| 2014 | Eldamar               | Oonagh                                                                           | Co-Autor |
| 2017 | Elli Lou              | Joy Denalane                                                                     | Co-Autor |
| 2017 | Endgegner             | Adel Tawil                                                                       | Co-Autor |
| 2015 | Esperándote           | Álvaro Soler                                                                     | Co-Autor |
| 2015 | Esta noche            | Álvaro Soler                                                                     | Co-Autor |

## F
| Jahr | Titel           | Interpret      | Funktion |
| ---- | --------------- | -------------- | -------- |
| 2011 | Fast drüber weg | Ina Müller     | Co-Autor |
| 2017 | Flag            | Sunrise Avenue | Co-Autor |

## G
| Jahr | Titel                  | Interpret  | Funktion |
| ---- | ---------------------- | ---------- | -------- |
| 2011 | Gar nichts gepeilt     | Ina Müller | Co-Autor |
| 2013 | Gestrandet             | Santiano   | Co-Autor |
| 2011 | Gleichberechtigung     | Ina Müller | Co-Autor |
| 2009 | Good News on a Bad Day | Sasha      | Co-Autor |
| 2006 | Goodbye                | Sasha      | Co-Autor |
| 2009 | Growing Egos           | Sasha      | Co-Autor |

## H
| Jahr | Titel                | Interpret         | Funktion               |
| ---- | -------------------- | ----------------- | ---------------------- |
| 2009 | Half a Dream Away    | Blind             | Co-Autor               |
| 2011 | Handtaschen          | Ina Müller        | Co-Autor               |
| 2016 | Hart wie Stahl       | Phoenix West      | Co-Autor               |
| 2013 | Have a Drink on Me   | Santiano          | Co-Autor               |
| 2013 | Heimkehren           | Puhdys            | Co-Autor               |
| 2013 | Herzschrittmacher    | Adel Tawil        | Co-Autor               |
| 2007 | Hide & Seek          | Sasha             | Co-Autor               |
| 2009 | High & Low           | Sasha             | Co-Autor               |
| 2010 | Holding on the Water | Fady Maalouf      | Co-Autor               |
| 2014 | Hollywood            | Roger Cicero      | Co-Autor               |
| 2014 | Hörst du den Wind    | Oonagh & Santiano | Co-Autor               |
| 2013 | Hurt Lovers          | Blue              | Co-Autor, Co-Produzent |

## I
| Jahr | Titel            | Interpret      | Funktion |
| ---- | ---------------- | -------------- | -------- |
| 2004 | I’m Going On     | Zoom           | Co-Autor |
| 2008 | Ich brauch Stoff | Annett Louisan | Co-Autor |
| 2016 | Irgendjemand     | Michelle       | Co-Autor |
| 2017 | Ist da jemand    | Adel Tawil     | Co-Autor |

## J
| Jahr | Titel          | Interpret  | Funktion               |
| ---- | -------------- | ---------- | ---------------------- |
| 2011 | Ja ich will    | Ina Müller | Co-Autor               |
| 2007 | Jour de chance | Sasha      | Co-Autor, Co-Produzent |

## K
| Jahr | Titel           | Interpret      | Funktion |
| ---- | --------------- | -------------- | -------- |
| 2013 | Kartenhaus      | Adel Tawil     | Co-Autor |
| 2014 | Knapp daneben   | Roger Cicero   | Co-Autor |
| 2016 | Kommando Heulen | Ina Müller     | Co-Autor |
| 2021 | Kompass         | Udo Lindenberg | Co-Autor |

## L
| Jahr | Titel              | Interpret                                        | Funktion               |
| ---- | ------------------ | ------------------------------------------------ | ---------------------- |
| 2018 | La cintura         | Álvaro Soler                                     | Co-Autor               |
| 2019 | La libertad        | Álvaro Soler                                     | Co-Autor               |
| 2015 | La vida seguirà    | Álvaro Soler                                     | Co-Autor               |
| 2002 | Lass mich allein   | Marlon                                           | Co-Autor               |
| 2018 | Legenden           | Max Giesinger                                    | Co-Autor               |
| 2013 | Leider geschlossen | Betty Dittrich                                   | Co-Autor               |
| 2011 | Leuchtfeuer        | Emma6                                            | Co-Autor               |
| 2016 | Libre              | Álvaro Soler feat. Paty Cantu                    | Co-Autor               |
| 2019 | Loca               | Álvaro Soler                                     | Co-Autor               |
| 2007 | Love               | Patrick Nuo                                      | Co-Autor               |
| 2015 | Lucía              | Álvaro Soler                                     | Co-Autor               |
| 2006 | Lucky Day          | Sasha                                            | Co-Autor, Co-Produzent |
| 2013 | Lucky Day          | Frans Duijts (Liedtitel: Blijf vannacht bij mij) | Co-Autor               |
| 2014 | Lucky Day          | Andreas Gabalier                                 | Co-Autor               |

## M
| Jahr | Titel             | Interpret                       | Funktion |
| ---- | ----------------- | ------------------------------- | -------- |
| 2021 | Magia             | Álvaro Soler                    | Co-Autor |
| 2021 | Mañana            | Álvaro Soler & Cali y El Dandee | Co-Autor |
| 2016 | Maria Krohn       | Phoenix West                    | Co-Autor |
| 2014 | Me and My Gorilla | Sasha                           | Co-Autor |
| 2015 | Mi corazón        | Álvaro Soler                    | Co-Autor |
| 2011 | Mr. Moon          | Anders \| Fahrenkrog            | Co-Autor |

## N
| Jahr | Titel                   | Interpret   | Funktion |
| ---- | ----------------------- | ----------- | -------- |
| 2004 | Never Be Alone          | Tears       | Co-Autor |
| 2008 | Nie wieder Liebeslieder | Die Prinzen | Co-Autor |

## O
| Jahr | Titel    | Interpret    | Funktion |
| ---- | -------- | ------------ | -------- |
| 2016 | Ohne uns | Phoenix West | Co-Autor |

## P
| Jahr | Titel          | Interpret      | Funktion |
| ---- | -------------- | -------------- | -------- |
| 2011 | Paradiso       | Emma6          | Co-Autor |
| 2021 | Parfum         | Lea            | Co-Autor |
| 2016 | Parolen        | Phoenix West   | Co-Autor |
| 2011 | Piece by Piece | David Pfeffer  | Co-Autor |
| 2014 | Planets        | Mrs. Greenbird | Co-Autor |
| 2011 | Podkarsten     | Ina Müller     | Co-Autor |

## Q
| Jahr | Titel    | Interpret    | Funktion |
| ---- | -------- | ------------ | -------- |
| 2015 | Que pasa | Álvaro Soler | Co-Autor |

## R
| Jahr | Titel               | Interpret                                  | Funktion               |
| ---- | ------------------- | ------------------------------------------ | ---------------------- |
| 2003 | Rainbow Love        | Patrick Nuo                                | Co-Autor, Co-Produzent |
| 2009 | Read My Mind        | Sasha                                      | Co-Autor               |
| 2016 | Rhein und Ruhr      | Phoenix West                               | Co-Autor               |
| 2014 | Rise Like a Phoenix | Conchita Wurst                             | Co-Autor               |
| 2014 | Rise Like a Phoenix | Estelle Lath (Liedtitel: Träume sind Kino) | Co-Autor               |
| 2014 | Rise Like a Phoenix | Marcel Kaupp                               | Co-Autor               |
| 2015 | Rise Like a Phoenix | Piccanto                                   | Co-Autor               |
| 2010 | Rodeo               | Sarah Connor                               | Co-Autor               |

## S
| Jahr | Titel                       | Interpret                                      | Funktion               |
| ---- | --------------------------- | ---------------------------------------------- | ---------------------- |
| 2002 | Sad into Unsad              | Jan Sievers                                    | Co-Autor               |
| 2017 | Scheinriesen                | Yvonne Catterfeld                              | Co-Autor               |
| 2017 | Schlaflos                   | Joy Denalane feat. Megaloh                     | Co-Autor, Co-Produzent |
| 2020 | Schwarz                     | Lea                                            | Co-Autor               |
| 2021 | Schwarz                     | Lea feat. Casper                               | Co-Autor               |
| 2013 | Seemann                     | Santiano                                       | Co-Autor               |
| 2016 | Sein Verein                 | Phoenix West                                   | Co-Autor               |
| 2017 | Sensation                   | Adel Tawil                                     | Co-Autor               |
| 2017 | Schmetterling               | Helene Fischer                                 | Co-Produzent           |
| 2015 | Si no te tengo a ti         | Álvaro Soler                                   | Co-Autor               |
| 2014 | Silver Linings              | Sasha feat. Lynne                              | Co-Autor               |
| 2014 | Skyline                     | Sasha                                          | Co-Autor               |
| 2014 | Sleeping with the Lights On | Sasha                                          | Co-Autor               |
| 2006 | Slowly                      | Sasha                                          | Co-Autor               |
| 2014 | So sieht man sich wieder    | Roger Cicero                                   | Co-Autor               |
| 2016 | Sofia                       | Álvaro Soler                                   | Co-Autor               |
| 2016 | Sofia                       | Chälly-Buebe                                   | Co-Autor               |
| 2017 | Sofia                       | Niels & Wiels (Liedtitel: Skwon meiske)        | Co-Autor               |
| 2017 | Sofia                       | Die Schlümpfe (Liedtitel: Endlich seid ihr da) | Co-Autor               |
| 2017 | Sofia                       | Chris Clark (Liedtitel: Lieve Sofia)           | Co-Autor               |
| 2016 | Solange wir leben           | Phoenix West                                   | Co-Autor               |
| 2022 | Solo para ti                | Alvaro Soler feat. Topic                       | Co-Autor               |
| 2015 | Sommerregen                 | Bjørn Landberg                                 | Co-Autor               |
| 2004 | Stay                        | Zoom                                           | Co-Autor               |
| 2011 | Summertrain                 | Greyson Chance                                 | Co-Autor               |

## T
| Jahr | Titel                | Interpret               | Funktion               |
| ---- | -------------------- | ----------------------- | ---------------------- |
| 2015 | Tengo un sentimiento | Álvaro Soler            | Co-Autor               |
| 2009 | There She Goes       | Sasha                   | Co-Autor               |
| 2003 | To Be Continued…     | Patrick Nuo             | Co-Autor, Co-Produzent |
| 2017 | Traumtänzer          | Thomas Anders           | Co-Autor               |
| 2020 | Treppenhaus          | Lea                     | Co-Autor               |
| 2019 | Tu m’appelles        | Adel Tawil feat. Peachy | Co-Autor               |

## U
| Jahr | Titel                | Interpret | Funktion |
| ---- | -------------------- | --------- | -------- |
| 2016 | Unter uns der Himmel | Adesse    | Co-Autor |

## V
| Jahr | Titel                        | Interpret     | Funktion |
| ---- | ---------------------------- | ------------- | -------- |
| 2016 | Vielleicht im nächsten Leben | Max Giesinger | Co-Autor |
| 2015 | Volar                        | Álvaro Soler  | Co-Autor |
| 2017 | Von jetzt an                 | Madeline Juno | Co-Autor |

## W
| Jahr | Titel                                     | Interpret              | Funktion               |
| ---- | ----------------------------------------- | ---------------------- | ---------------------- |
| 2014 | Was immer auch kommt                      | Roger Cicero           | Co-Autor               |
| 2016 | Was ist mit uns                           | Phoenix West           | Co-Autor               |
| 2006 | Watchin’ Over You                         | Patrick Nuo            | Co-Autor               |
| 2017 | Weil Liebe nie zerbricht                  | Helene Fischer         | Co-Autor, Co-Produzent |
| 2014 | Weiter gehen                              | Alex Diehl             | Co-Autor               |
| 2003 | Welcome (To My Little Island)             | Patrick Nuo            | Co-Autor               |
| 2015 | Wenn du da bist                           | Sarah Connor           | Co-Autor, Co-Produzent |
| 2017 | Wenn Du lachst                            | Helene Fischer         | Co-Autor, Co-Produzent |
| 2013 | Wenn du liebst                            | Adel Tawil             | Co-Autor               |
| 2014 | White                                     | MarieMarie             | Co-Autor               |
| 2009 | Wide Awake                                | Sasha                  | Co-Autor               |
| 2009 | Wide Awake                                | Sasha feat. Maria Mena | Co-Autor               |
| 2016 | Wie schön, dass du geboren bist           | Sasha                  | Co-Produzent           |
| 2006 | Wintersleep                               | Patrick Nuo            | Co-Autor               |
| 2016 | Wir machen für dich weiter                | Phoenix West           | Co-Autor               |
| 2012 | Wir sind da (Giraffenaffensong)           | Roger Cicero           | Co-Autor               |
| 2018 | Wir ziehen in den Frieden (MTV Unplugged) | Udo Lindenberg         | Co-Autor               |

## Y
| Jahr | Titel                                       | Interpret            | Funktion               |
| ---- | ------------------------------------------- | -------------------- | ---------------------- |
| 2017 | Yo contigo, tú conmigo (The Gong Gong Song) | Morat & Alvaro Soler | Co-Autor, Co-Produzent |

## Z
| Jahr | Titel      | Interpret  | Funktion |
| ---- | ---------- | ---------- | -------- |
| 2016 | Zimmer 410 | Ina Müller | Co-Autor |